# Pirulín

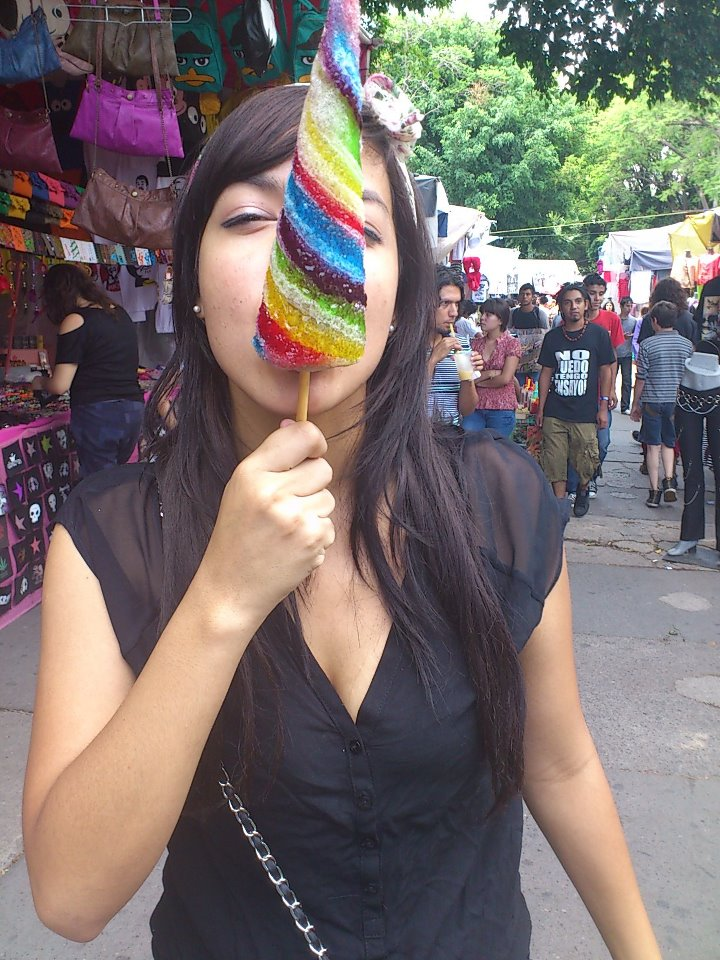
Une Mexicaine en train de manger un chupirul (2011).

Un pirulín, pirulí ou chupirul, est un caramel dur et coloré (sorte de grande sucette en sucre), d'une taille de 10 à 15 cm, de forme conique ou pyramidale avec un bout très pointu et un bâtonnet à la base pour le tenir, et que l'on trouve enveloppé dans du papier plastique transparent (type cellophane).
À Madrid, El Pirulí est le surnom donné à la Torrespaña, la tour principale de la Radio Televisión Española (Radio Télévision Espagnole), qui a une forme similaire.
Les autres noms connus du pirulí :
- Argentine : pirulín. Les vendeurs ambulants qui proposent cette friandise s'appellent pirulineros ;
- Espagne : pirulí ;
- Mexique : chupirul.

## Voir également
D'autres sucettes à bâtonnets y ressemblent un peu :
- Les Chupa Chups (chupachuses en Espagne chupetines en Argentine), de forme sphérique.
- Les chupetas (au Venezuela), de forme sphérique ou parfois rectangulaire.
- Les piruletas (palettes de caramel), de forme plate.